# Turrite Secca
Die Turrite Secca ist ein rechter Nebenfluss des Serchio, der nach insgesamt 20 km in Castelnuovo di Garfagnana zufließt. Sie ist als Torrente klassifiziert und fließt in der Landschaft der westlichen Garfagnana, Provinz Lucca, Toskana.

## Verlauf
Die Turrite Secca entspringt am Monte Macina (1560 m) im östlichen Gemeindegebiet von Stazzema. Als ersten Ort durchfließt sie Arni, einen Ortsteil von Stazzema (916 m, ca. 150 Einwohner), und wendet sich nach Südosten, wo sie für 2 km das Gemeindegebiet von Seravezza berührt. Ab hier verläuft sie entlang der Provinzstraße SP 13. Nach Tre Fiumi wird sie zum Grenzfluss zwischen Stazzema (insgesamt 8 km im Gemeindegebiet) und Careggine. Sie stellt hierbei die südliche Grenze von Careggine (insgesamt 6 km im Gemeindegebiet) dar. Bei Isola Santa (550 m, ca. 30 Einwohner, der bewohnte Teil gehört zu Careggine) durchfließt die Turrite Secca den Stausee Lago di Isola Santa (Staumauerhöhe 38 m). Kurz darauf wird der Fluss zum Grenzfluss zwischen Molazzana (insgesamt 7 km im Gemeindegebiet) und Careggine, und kurz darauf zu Castelnuovo di Garfagnana (insgesamt 9 km im Gemeindegebiet). Der Fluss verläuft hier weiter Richtung Nordosten und passiert die Vororte der Gemeinde. Wenige Meter südlich des Ortskern von Castelnuovo di Garfagnana unweit der Rocca Ariostesca unterquert der Fluss die nach der Kirche Chiesa della Madonna benannte Fußgängerbrücke Ponte della Madonna. Die Brücke entstand 1453 auf Willen von Borso d’Este und verbindet die Rocca über die Via Nicola Fabrizi mit dem Viertel Località Barchetta. Im Zweiten Weltkrieg wurde sie von den sich zurückziehenden deutschen Truppen zerstört und später wieder aufgebaut. Nach der Brücke der Staatsstraße Strada statale 445 della Garfagnana wenige Meter südöstlich des Duomo dei Santi Pietro e Paolo im historischen Stadtzentrum gelangt der Fluss als rechter Nebenfluss in den Serchio.

## Bilder

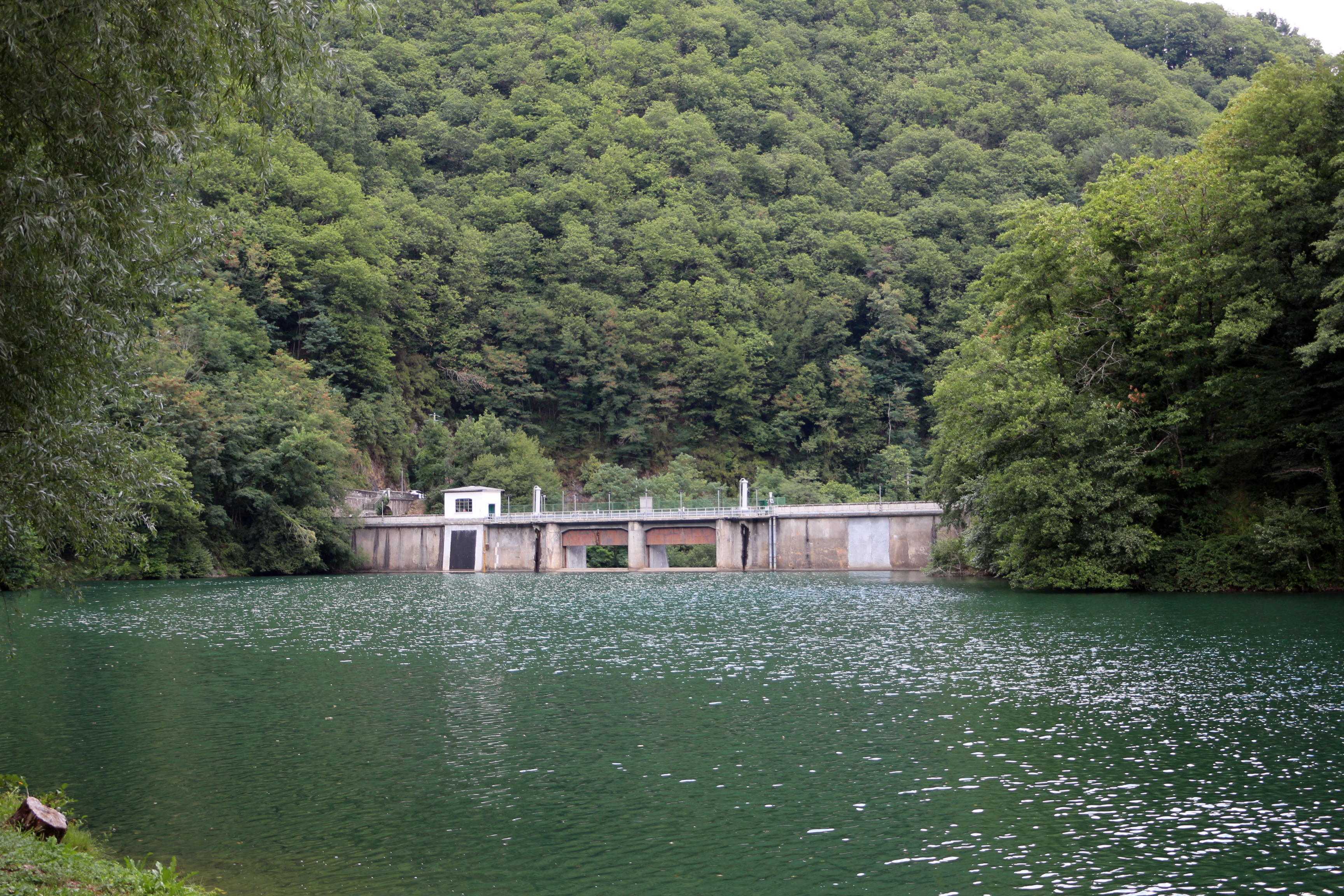
Die Staumauer des Lago di Isola Santa (Careggine)
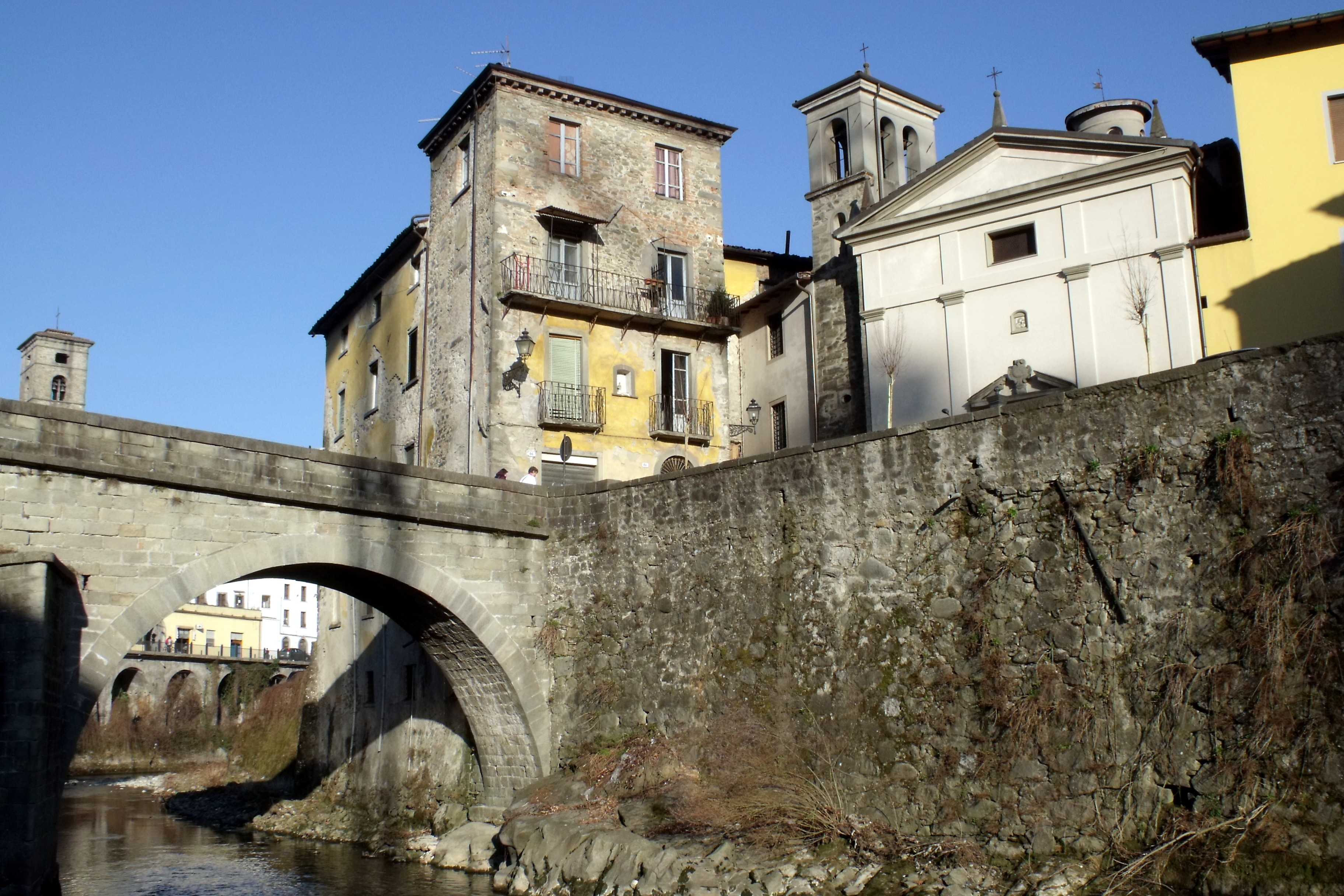
Der Turrite Secca an der Brücke Ponte della Madonna am Ortszentrum von Castelnuovo di Garfagnana
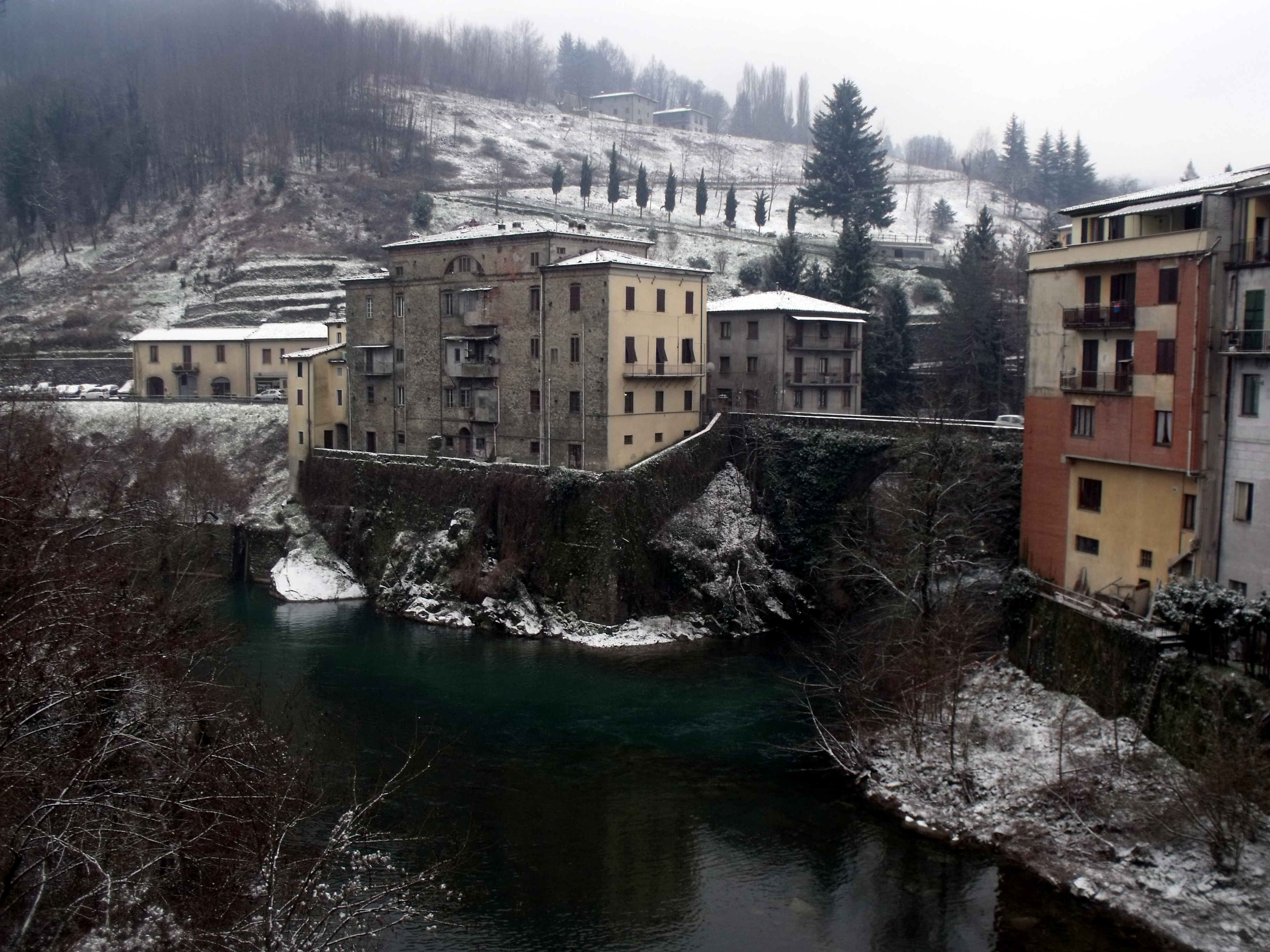
Der Zufluss des Turrite Secca (von rechts kommend) in den Serchio (Castelnuovo di Garfagnana)